# Grubea
Grubea är ett släkte av plattmaskar. Grubea ingår i familjen Mazocraeidae.
Kladogram enligt Catalogue of Life:
| Grubea | \| \| Grubea cochlear \| \| \| \| \| \| Grubea pnematophori \| \| \| \| |
|        | \| \| Grubea cochlear \| \| \| \| \| \| Grubea pnematophori \| \| \| \| |
|        | Clupeocotyle                                                            |
|        |                                                                         |
|        | Kuhnia                                                                  |
|        |                                                                         |
|        | Mazocraeoides                                                           |
|        |                                                                         |
|        | Mazocraes                                                               |
|        |                                                                         |
|        | Neoclupeocotyle                                                         |
|        |                                                                         |
|        | Neogrubea                                                               |
|        |                                                                         |
|        | Pseudanthocotyloides                                                    |
|        |                                                                         |
|        | Pseudomazocraeoides                                                     |
|        |                                                                         |
|        | Grubea cochlear                                                         |
|        |                                                                         |
|        | Grubea pnematophori                                                     |
|        |                                                                         |

|  | Grubea cochlear     |
|  |                     |
|  | Grubea pnematophori |
|  |                     |